# Estamariu
Estamariu è un comune spagnolo di 128 abitanti situato nella comunità autonoma della Catalogna.